# Штауфер, Этельберт
Этельберт Штауфер (нем. Ethelbert Stauffer; 8 мая 1902, Фридельсхайм — 1 августа 1979, Эрланген) — немецкий протестантский теолог и историк религии.

## Биография
Родом из семьи меннонитов. Вырос в Вормсе, в 1921—1925 гг. изучал протестантское богословие в университетах Галле, Берлина и Тюбингена. Затем служил в различных провинциальных храмах. В 1929 г. был приглашён Эрнстом фон Добшютцем вернуться в Университет Галле, в 1930 г. защитил в нём диссертацию и начал преподавательскую карьеру. С 1935 г. преподавал Новый завет в Боннском университете. Испытывал определённые трения в отношениях с нацистскими властями, в 1943 г. был отстранён от должности декана, на которую затем кратковременно вернулся по окончании Второй мировой войны. С 1948 г. занимался исследовательской деятельностью в Эрлангене. С 1967 г. на пенсии.
Ряд трудов Штауфера был посвящён изучению отражений раннего христианства в римских источниках. Среди прочего он выдвинул расшифровку «числа зверя» 666 как анаграммы имени и титула императора Домициана. Штауферу принадлежит развёрнутая концепция христианского мученичества как развития идей мученичества во имя Божие, получивших широкое распространение в иудаизме II—I вв. до н. э. и нашедших своё отражение в таких библейских сюжетах, как история про семи святых мучеников Маккавеев.
Этельберт Штауфер — отец профессора теоретической физики Кёльнского университета Дитриха Штауфера.